# Raffaele Di Paco
Raffaele Di Paco (Fauglia, 7 giugno 1908 – Fauglia, 21 maggio 1996) è stato un ciclista su strada e pistard italiano.
Velocista, professionista e indipendente dal 1928 al 1944, vinse sedici tappe al Giro d'Italia e undici al Tour de France.

## Carriera
Da dilettante si fece notare vincendo nel giugno 1927 il campionato italiano a cronometro a squadre con il G.S. Labrone di Livorno. 
Passato tra gli indipendenti nel 1928 e poi al professionismo nel 1930, vestì tra le altre le maglie della Maino, della Legnano, dell'Olympia, della Bianchi e della Dei.
Si fece notare dal pubblico principalmente in occasione dei Grandi giri, dove fu in grado di battere allo sprint atleti quali gli italiani Learco Guerra e Aldo Bini, i francesi Charles Pélissier, André Leducq e Gaston Rebry e il belga Gerard Loncke. Dopo l'esordio al Giro d'Italia 1929, vinse la prima tappa nella "Corsa rosa" a Napoli nel 1930, affermandosi negli anni seguenti come uno dei migliori velocisti d'Europa. Fece registrare le migliori performance al Tour de France 1931, dove vinse cinque tappe vestendo anche per quattro giorni la maglia gialla, al Tour de France 1932 e al Giro d'Italia 1935, con quattro vittorie, e al Giro d'Italia 1936, nuovamente con cinque successi parziali. Nel computo totale conquistò sedici vittorie di tappa al Giro e undici vittorie al Tour.
A livello di corse di un giorno, ebbe meno successo, vinse comunque il Trofeo Moschini 1936 e si piazzò terzo al Giro di Lombardia 1929 e quarto alla Milano-Sanremo 1930. A metà anni 1930 andò a vivere a Parigi. Negli ultimi anni della carriera, nel periodo della Seconda guerra mondiale, si trasferì in Argentina dove riuscì ancora ad ottenere qualche vittoria e dare spettacolo sia su strada che in kermesse su pista. In 17 anni da professionista vinse 53 corse.
Una sua celebre frase, spesso citata da Adriano De Zan, recitava così: «Chi vuole arrivare secondo si metta alla mia ruota».

## Palmarès

### Strada
- 1928[3]

Gran Premio di Treviso
Gran Premio di Udine
- 1929[3]

Milano-Savona
Gran Premio di Treviso
Circuito del Piave
Coppa San Vito
3ª tappa Giro di Campania (Avellino > Benevento)
- 1930[3]

7ª tappa Giro d'Italia (Salerno > Napoli)
Coppa Auricchio
- 1931

10ª tappa Tour de France (Luchon > Perpignano)
11ª tappa Tour de France (Perpignano > Montpellier)
19ª tappa Tour de France (Evian > Belfort)
21ª tappa Tour de France (Colmar > Metz)
22ª tappa Tour de France (Metz > Charleville-Mézières)
- 1932

5ª tappa Giro d'Italia (Rimini > Teramo)
9ª tappa Tour de France (Marsiglia > Cannes)
14ª tappa Tour de France (Aix-les-Bains > Evian)
17ª tappa Tour de France (Strasburgo > Metz)
18ª tappa Tour de France (Metz > Charleville-Mézières)
Giro della Provincia di Milano - GP dell'Industria (cronocoppie, con Alfredo Binda)
- 1934[3]

1ª tappa Milano-Ascoli
Classifica generale Milano-Ascoli
- 1935

10ª tappa Giro d'Italia (Bari > Napoli)
16ª tappa Giro d'Italia (Viareggio > Genova)
19ª tappa Giro d'Italia (Asti > Torino)
20ª tappa Giro d'Italia (Torino > Milano)
3ª tappa Tour de France (Charleville-Mézières > Metz)
5ª tappa, 2ª semitappa Tour de France (Ginevra > Evian, cronometro)
- 1936

2ª tappa Derby du Nord (Lilla > Valenciennes)
3ª tappa Giro d'Italia (Genova > Montecatini Terme)
7ª tappa Giro d'Italia (Napoli > Bari)
10ª tappa Giro d'Italia (L'Aquila > Rieti)
14ª tappa Giro d'Italia (Cesenatico > Rieti)
15ª tappa Giro d'Italia (Ferrara > Padova)
Corsa Premondiale di Bologna
Trofeo Moschini
- 1937

8ª tappa, 2ª semitappa Giro d'Italia (Rieti > Roma)
- 1938

8ª tappa Giro d'Italia (Roma > Napoli)
10ª tappa Giro d'Italia (Lanciano > Ascoli Piceno)
12ª tappa Giro d'Italia (Ravenna > Treviso)
- 1941[3]

tappa Gran Premio de Buenos Aires
Classifica generale Gran Premio de Buenos Aires
tappa Buenos Aires-Mar del Plata
Classifica generale Buenos Aires-Mar del Plata
Gran Premio d'Argentina
Doble Campana

#### Altri successi
- 1927 (dilettanti)

Campionati italiani, Cronometro a squadre con il G. S. Labrone di Livorno
- 1934[3]

Acht van Brasschaat
- 1935[3]

Criterium di Ginevra
- 1936[3]

Grand Prix de Brasschaat (dietro tandem)
Criterium di Lugano
Criterium degli Assi-Premio della FCI - Prato
- 1937

5ª tappa, 1ª semitappa Giro d'Italia (Viareggio > Marina di Massa, cronosquadre)
- 1938[3]

Criterium di Lugano

### Pista
- 1940

Sei giorni di Buenos Aires (con Gottfried Hutgen)
- 1942[3]

20 ore di Santiago del Cile (con Antonio Bertola)
- 1944

Sei giorni di Buenos Aires (con Frans Slaats)

## Piazzamenti

### Grandi Giri
- Giro d'Italia

1929: 22º
1930: ritirato
1931: 33º
1932: ritirato
1934: ritirato
1935: 32º
1936: 41º
1937: ritirato
1938: 47º
1939: ritirato
- Tour de France

1931: 17º
1932: 33º
1933: ritirato
1934: ritirato
1935: ritirato

### Classiche monumento
- Milano-Sanremo

1928: 16º
1930: 4º
1932: 6º
1933: 14º
1934: 16º
- Giro di Lombardia

1928: 9º
1929: 3º
1930: 8º
1936: 14º

### Competizioni mondiali
- Campionati del mondo

Berna 1936 - In linea Professionisti: ritirato
Copenaghen 1937 - In linea Professionisti: ritirato